# هوم‌کامینگ (مجموعه تلویزیونی)
هوم کامینگ یا بازگشت به خانه (انگلیسی: Homecoming) یک سریال اینترنتی در ژانر تریلر روان‌شناختی و محصول سال ۲۰۱۸ ایالات متحده آمریکا است. فیلم‌نامه این سریال توسط ایلای هورویتز و مایکا بلومبرگ بر اساس پادکستی به همین نام، ساخته خودشان به رشته تحریر درآمده است و سم اسماعیل نیز وظیفه کارگردانی سریال را برعهده داشته‌است. اسماعیل علاوه بر کارگردانی، یکی از تهیه‌کنندگان اجرایی سریال نیز می‌باشد. جولیا رابرتس، بابی کاناوله، استفان جیمز، شیا ویگهام، الکس کارپوفسکی و سیسی اسپیسک از جمله بازیگران سریال هستند.
هوم کامینگ از محصولات اصلی آمازون استودیوز می‌باشد. فصل اول سریال در ۱۰ قسمت و در تاریخ ۲ نوامبر ۲۰۱۸ از سوی آمازون استودیوز منتشر شد. سریال با استقبال بالایی از سوی منتقدان همراه بود. راتن تومیتوز گزارش کرد که ۹۹٪ منتقدان نسبت به سریال نظر مثبت داشته‌اند که این درصد از روی ۷۱ نقد به دست آمده‌است. در سایت متاکریتیک نیز سریال توانست نمره ۸۳ از ۱۰۰ را دریافت کند که این میانگین از روی ۳۵ نقد به دست آمده که به معنای «تحسین جهانی» است. در هفتاد و ششمین دوره جوایز گلدن گلوب، این سریال در سه رشته  بهترین مجموعه تلویزیونی – درام، بهترین بازیگر نقش مکمل مرد درام (استفان جیمز) و بهترین بازیگر نقش اول زن (جولیا رابرتس) نامزد دریافت جایزه شده است. هوم کامینگ این افتخار را در بیست و سومین دوره جوایز ستلایت نیز تکرار کرد.

## داستان
داستان سریال دربارهٔ زنی به نام هایدی برگمن است که به عنوان مشاور و روانشناس در یک مرکز خصوصی مرموز به نام هوم کامینگ  کار می‌کند و وظیفه‌اش این است که به سربازان بازگشته از جنگ کمک کند به مرور به زندگی جدید خود عادت کنند.

## بازیگران
- جولیا رابرتس
- بابی کاناوله
- استفان جیمز
- شیا ویگهام
- الکس کارپوفسکی
- سیسی اسپیسک
- فرانکی شا